# 弗雷諾 (新澤西州)
弗雷諾（英語：Freneau）是位於美國新澤西州蒙茅斯縣的非建制地區。

## 歷史
弗雷諾的郵局於1889年設立，其後於1925年停運。

## 地理
弗雷諾所處的海拔為高於海平面24米（即79英呎），而該地所採用的時區為UTC-5，即北美东部时区（EST）。同時該地設有夏令時間，為UTC-5調快一小時，即UTC-4（EDT）。